# Distretti del Bhutan
Il Bhutan è suddiviso in 20 distretti (ཇོང་ཁག, dzongkhag, singolare e plurale in dzongkha, /dʑoŋkʰaɡ/) organizzati in 4 dzongdey.
L'attuale suddivisione è entrata in vigore nel 1992 sostituendo quella introdotta nel 1987.

## Suddivisione attuale
La tabella elenca i distretti raggruppati per dzongdey, riportandone il nome in grafia tibetana.
La colorazione e la numerazione fanno riferimento all'immagine a lato.
| Dzongdey    | Nº  | Distretto        | Antica grafia   | Nome originale                         |
| ----------- | --- | ---------------- | --------------- | -------------------------------------- |
| Occidentale | 2.  | Chukha           | Chhukha         | ཆུ་ཁ, /tɕʰukʰa/                         |
| Occidentale | 5.  | Haa              |                 | ཧྭ, /hwa/                               |
| Occidentale | 8.  | Paro             |                 | སྤ་རོ, /spáro/                           |
| Occidentale | 12. | Samtse           | Samchi          | བསམ་ཙེ, /bsamtse/                       |
| Occidentale | 14. | Thimphu          |                 | ཐིམ་ཕུ, /tʰimpʰu/                        |
| Centrale    | 3.  | Dagana           |                 | དར་དཀར་ནང, /dardkarnaŋ/                |
| Centrale    | 4.  | Gasa             |                 | མགར་ས, /mgarsa/                        |
| Centrale    | 10. | Punakha          |                 | སྤུ་ན་ཁ, /spunakʰa/                      |
| Centrale    | 18. | Tsirang          | Chirang         | ཙི་རང, /tsiraŋ/                         |
| Centrale    | 19. | Wangdue Phodrang | Wangdi Phodrang | དབང་འདུས་ཕོ་བྲང, /dbaŋʔduspʰobraŋ/        |
| Meridionale | 1.  | Bumthang         |                 | བུམ་ཐང, /bumtʰaŋ/                       |
| Meridionale | 13. | Sarpang          |                 | གསར་སྤང, /gsarspaŋ/                     |
| Meridionale | 17. | Trongsa          | Tongsa          | ཀྲོང་གསར, /kroŋgsar/                     |
| Meridionale | 20. | Zhemgang         | Shemgang        | གཞལམ་སྒང, /gʑlamsgaŋ/                   |
| Orientale   | 6.  | Lhuntse          | Lhuntshi        | ལྷུན་ཙེ, /lhuntse/                        |
| Orientale   | 7.  | Mongar           |                 | མོང་སྒར, /moŋsgar/                       |
| Orientale   | 9.  | Pemagatshel      | Pemagatsel      | པདྨ་དགའ་ཚལ, /padmadgaʔtsʰal/            |
| Orientale   | 11. | Samdrup Jongkhar |                 | བསམ་གྲུབ་ལྫོངས་མཁར, /bsamgrub ldʑoŋsmkʰar/ |
| Orientale   | 15. | Trashigang       | Tashigang       | བཀྲ་ཤིས་སྒང, /bkraɕisgaŋ/                 |
| Orientale   | 16. | Trashiyangtse    |                 | གཡང་ཙེ, /gyaŋtse/                       |

## Suddivisione 1987-1992
Nella precedente suddivisione i distretti erano 18 (non esistevano quelli di Gasa e Trashiyangtse).
I confini tra i distretti erano diversi da quelli attuali in vari tratti; il cambiamento più evidente è quello tra i distretti di Tsirang e Dagana.